# Cenerentola per sempre
Cenerentola per sempre (Cinderella) è un film TV del 2000 diretto da Beeban Kidron.

## Trama
Anni cinquanta: Cinderella, orfana di madre, è figlia di Martin, un nobile che fa parte della guardia reale e molto amico della regina.
Ogni giorno la ragazza si reca alla tomba della mamma a portare fiori, ma un giorno quando torna trova una sgradita sorpresa: il padre si è risposato con la perfida e avara Claudette, che è madre di due ragazze insopportabili e maleducate, Anastasia e Genoveffa. Le tre si insediano nella loro casa: Claudette ha sposato Martin perché vuole maritare una figlia propria al principe Valiant e solo i nobili sono ammessi ai balli di palazzo, le tre obbligano Martin a farsi prestare molto denaro, da spendere in lussi; l'affezionato maggiordomo Felim intanto si ammala, il padre di Cinderella finisce avvelenato pian piano da Claudette, mentre la ragazza viene ridotta a una serva, lavorando fino allo sfinimento, senza che Martin dica qualcosa perché crede che serva a disciplinare la ragazza. Ella un giorno incontra per caso la fata Mab che vive in una grotta e sta sempre in acqua, e che a suo tempo era sposata con Felim: la donna, pur mostrandosi scontrosa e non amando le persone, le offre aiuto, dandole da mangiare e qualche prezioso consiglio.
Nel frattempo la regina Seraphina organizza un ballo per trovare moglie al figlio, il principe Valiant, che pensa solo a suonare musica rock con gli amici: Claudette si reca al ballo con le figlie, con l'intento di accalappiare qualche altro uomo ricco e nobile e far sposare una delle figlie al principe. Ma Cinderella, su consiglio di Fellin che in passato era stato amante di Mab, va dalla sua nuova amica e si fa dare un vestito: al ballo incanta il principe, finendo per farlo innamorare, ma riesce anche a salvare molti aristocratici che erano stati tutti puntati da Claudette. A mezzanotte, poi, fugge e perde la scarpetta, che in questo caso è di petali di fiori: ora sta al principe Valiant trovare la proprietaria.
Claudette capisce che la scarpetta può andare bene solo a Cinderella, visto che alle sorellastre non va: così costringe la povera ragazza a mentire al principe. Valiant, deluso di non aver trovato la ragazza dei suoi sogni, gira per i dintorni e si imbatte in Mab, che lo rimanda a casa di Cinderella. Claudette intuisce che la figliastra calzerà la scarpa, e prova a ricattarla minacciando di toglierle suo padre se la proverà; Cinderella sfascia la scarpa, e prova a capire cosa Valiant vuole fare di lei, e alla fine, capendo che i sentimenti del principe sono sinceri, si lascia provare l'altra scarpa che Felim teneva.
Il finale vede Cinderella e Valiant sposarsi, il padre della ragazza si rimette in sesto dopo essere stato avvelenato, Felim si ricongiunge a Mab, invece Claudette e le figlie sono mandate in esilio.

## Curiosità
- La location del film è l'isola di Man in Inghilterra.

- Le due sorellastre portano i nomi di Regan e Goneril (riferimento alle malvagie figlie del re Lear shakespeariano, così come la fata Mab, che rimanda alla regina Mab), invece nell'adattamento italiano vengono chiamate Genoveffa e Anastasia come nel film Disney. Al pari di Regan e Goneril inoltre blandiscono il patrigno per avere regali lussuosi, mentre la figlia che gli parla schiettamente di come lo ama viene fraintesa. Il vestito da ballo della regina inoltre ricorda un certo abito di Elisabetta I.

- Il film presenta molti riferimenti alla versione dei fratelli Grimm: le aquile che si posano sulla tomba della madre (al posto delle colombe), la protagonista che chiede in dono dal padre un fiore da piantare sulla tomba della mamma, il padre che non muore e lascia che la nuova moglie vessi la protagonista, l'intervento della fata non solo per il ballo ma varie volte prima, ed infine la proposta fatta dalla matrigna fa alle proprie figlie di tagliarsi un dito del piede per calzare la scarpetta, fermate da Valiant.